# Defective Epitaph
Defective Epitaph — шестой студийный альбом американской блэк-метал-группы Xasthur, вышедший 25 сентября 2007 года на лейбле Hydra Head Records. Это первая запись, на которой Malefic играл на барабанах, хотя в некоторых треках всё ещё используется драм-машина. Японское издание, выпущенное на Daymare Recordings, содержит 5 бонус-треков.

## Список композиций
| №                   | Название                             | Длительность |
| ------------------- | ------------------------------------ | ------------ |
| 1.                  | «Soulless Elegy»                     | 2:42         |
| 2.                  | «Purgatory Spiral»                   | 4:29         |
| 3.                  | «Cemetery of Shattered Masks»        | 6:03         |
| 4.                  | «Malignant Prophecy»                 | 5:40         |
| 5.                  | «Oration of Ruin»                    | 7:23         |
| 6.                  | «Legacy of Human Irrelevance»        | 5:36         |
| 7.                  | «Dehumanizing Procession»            | 4:52         |
| 8.                  | «Funerals Drenched in Apathy»        | 5:29         |
| 9.                  | «Worship (The War Against) Yourself» | 7:34         |
| 10.                 | «A Memorial to the Waste of Life»    | 8:44         |
| 11.                 | «The Only Blood That Pours Is Yours» | 8:15         |
| 12.                 | «Unblessed Be»                       | 8:13         |
| Общая длительность: | Общая длительность:                  | 75:00        |

| №  | Название                                                       | Длительность |
| -- | -------------------------------------------------------------- | ------------ |
| 1. | «Untitled/Unreleased»                                          | 3:24         |
| 2. | «Untitled/Unreleased»                                          | 5:45         |
| 3. | «Morder Gjenklang Av Tankegangen»                              | 10:54        |
| 4. | «Funerals Drenched in Apathy/Soulless Elegy» (First Attempt)   | 9:28         |
| 5. | «Awakening to the Unknown Perception of Evil» (Second Attempt) | 8:02         |

## Участники записи
- Malefic — все инструменты, вокал